# Vamdrup Kommune
Vamdrup Kommune i Vejle Amt blev dannet ved kommunalreformen i 1970. Ved strukturreformen i 2007 blev den indlemmet i Kolding Kommune sammen med Lunderskov Kommune, Vester Nebel Sogn i Egtved Kommune og det meste af Christiansfeld Kommune.

## Tidligere kommuner
Vamdrup Kommune blev dannet inden kommunalreformen ved frivillig sammenlægning af 2 sognekommuner i Ribe Amt:
| Kommune | Folketal september 1965 | Byer    |
| ------- | ----------------------- | ------- |
| Hjarup  | 476                     | Hjarup  |
| Vamdrup | 3.809                   | Vamdrup |
| I alt   | 4.285                   |         |

Ved selve kommunalreformen kom en sognekommune fra Vejle Amt med i Vamdrup Kommune:
| Kommune | Folketal 1. januar 1970 | Byer                  |
| ------- | ----------------------- | --------------------- |
| Vamdrup | 4.737                   |                       |
| Ødis    | 1.429                   | Ødis og Ødis-Bramdrup |
| I alt   | 6.166                   |                       |

## Sogne
Vamdrup Kommune bestod af følgende sogne:
- Hjarup Sogn (Anst Herred)
- Vamdrup Sogn (Anst Herred)
- Ødis Sogn (Nørre Tyrstrup Herred)

## Borgmestre[3]
| Navn         | Parti                       | Periode   |
| ------------ | --------------------------- | --------- |
| Carl Nielsen | Venstre                     | 1970-1974 |
| Vagn Jessen  | Venstre                     | 1974-1986 |
| Otto Olsen   | Venstre                     | 1986-2002 |
| Mike Legarth | Det Konservative Folkeparti | 2002-2006 |

## Rådhuset
Vamdrup Kommunes rådhus i Vamdrup blev i juni 2010 renoveret og ombygget til en specialskole ved navn Rådhusskolen for ca. 50 børn med socioemotionelle vanskeligheder. I sommeren 2016 skiftede specialskolen navn til Ådalsskolen og blev hjemsted for ca. 100 normaltbegavede børn med diagnoser inden for det autistiske spektrum.